# Néac
Néac település Franciaországban, Gironde megyében. Lakosainak száma 324 fő (2022. január 1.). Néac Lalande-de-Pomerol, Montagne, Pomerol és Saint-Émilion hegyközség községekkel határos.

## Népesség
A település népességének változása:
| Lakosok száma | 548  | 509  | 463  | 415  | 395  | 405  | 386  | 345  | 340  | 324  |
|               | 1968 | 1982 | 1990 | 2006 | 2013 | 2015 | 2017 | 2019 | 2020 | 2022 |